# کتاب موسیقی کبیر
موسیقی کبیر رساله‌ای‌ست به زبان عربی که توسط ابو نصر فارابی نوشته شده‌است. این اثر جنبه‌های گوناگون موسیقی مانند مقامات را تعیین می‌کند. طبق گفته سید حسین نصر و مهدی امین‌رضوی:
علاوه بر آن او استاد نظریه موسیقی بود. کتاب موسیقی کبیر که در غرب با نام کتاب موسیقی عرب شناخته می‌شود که در واقع مطالعه تئوری موسیقی ایرانی در عصر خویش است. این کتاب همچنین مبانی فلسفی موسیقی، ویژگی‌های جهانی و همچنین تاثیر آن بر روی روح را تشریح می‌کند.

## موضوعات
کتاب موسیقی کبیر در اصل دو جلد نوشته شده‌است که از جلد دوم آن هیچ اثری باقی نمانده. در جلد اول کتاب در بخش اول، مدخل صناعت موسیقی در دو مقاله ارائه شده است که مقاله اول درتعریف لحن موسیقی، توانایی‌ها و ساخت الحان و چگونگی پیدایش موسیقی است. مقاله دوم نیز به تعریف بُعد یا فاصله موسیقی پرداخته و آهنگهایی طبیعی برای انسان شمرده و نغمات طبیعی در عود را معرفی می‌کند. جزء دوم کتاب درباره ساخت و ساختار موسیقی در سه فن آورده شده که فن اول به اسطقسات اختصاص دارد و به مبادی اولیه پیدایش صوت و نغمه پرداخته‌است. در مقالهٔ دوم به فواصل میان نغمات از نظر ارتفاع صوت اشاره می‌کند. پس ازآن فارابی از رباب (کمانچه امروزی) سخن گفته و در نهایت نیز به سازهای خانواده چنگ می‌پردازد. در مقالهٔ سوم از فن سوم کتاب موسیقی کبیر، درباره لحن بحث شده و آن را از جهت موسیقی سازی یعنی نغمات بدون حروف و از نظر موسیقی آوازی یعنی نغمات همراه حروف مورد کنکاش قرار می‌دهد.

## ترجمهٔ فارسی
این کتاب با ترجمهٔ آذرتاش آذرنوش در سال ۱۳۷۶ منتشر و در مراسم کتاب سال جمهوری اسلامی ایران به‌عنوان کتاب برگزیده معرفی شد.